# FFVS 22
FFVS J 22 là một mẫu máy bay tiêm kích phát triển cho Không quân Thụy Điển trong Chiến tranh thế giới II.

## Biến thể
- J 22A
- J 22B
- S 22

## Quốc gia sử dụng
Thụy Điển
- Không quân Thụy Điển.

## Tính năng kỹ chiến thuật (J 22A)
Đặc điểm tổng quát
- Kíp lái: 1
- Chiều dài: 7,80 m (25 ft 7 in)
- Sải cánh: 10 m (32 ft 10 in)
- Chiều cao: 3,60 m (11 ft 10 in)
- Diện tích cánh: 16 m² (172,16 ft²)
- Trọng lượng rỗng: 2.020 kg (4.445 lb)
- Trọng lượng có tải: 2.835 kg (6.240 lb)
- Động cơ: 1 × SFA STWC-3G, 795 kW (1.065 hp)

 Hiệu suất bay 
- Vận tốc cực đại: 575 km/h (360 mph)
- Vận tốc hành trình: 340 km/h (210 mph)

- Tầm bay: 1,270 km (790 mi)
- Trần bay: 9.300 m (30.500 ft)
- Vận tốc lên cao: m/s (ft/phút)
- Tải trên cánh: 177 kg/m² (36 lb/ft²))
- Công suất/trọng lượng: 0,28 kW/kg (0,17 hp/lb)

- 4x súng máy 13.2 mm (0.53 in) M/39A (Browning M2)